# Ahto Uisk
Ahto Uisk, född 11 mars 1938 i Estland, är en svensk-estnisk journalist och syndikalist.

## Biografi
Uisk flydde från Estland till Sverige med sin familj 1944 då han var sex år gammal.
Efter akademiska studier i Uppsala kom han 1964 till den syndikalistiska veckotidningen Arbetaren. Mellan 1969 och 1983 var han chefredaktör, varefter han var kulturredaktör fram till pensionen 2001.
Hans bok "Laidoners krig" beskrevs av Enn Kokk som "en i många stycken förtjänstfull genomgång av Estlands självständighetshistoria fram till landets undergång under andra världskriget", men efterlyste "mer om de agerandes politiska hemvist, vad de och de partier de representerade stod för samt socioekonomiska bakgrundsfaktorer".